# Cantó de Sijac
El cantó de Sijac és un cantó francès del departament de la Dordonya, situat al districte de Brageirac. Té 18 municipis i el cap és Sijac.

## Municipis
- Bardon
- Boissa
- Bonhagas
- Colombièr
- Còmna de la Barda
- Faurilhas
- Faus
- Sijac
- Mont Madalés
- Mont Marvés
- Monsaguèl
- Mont Aut
- Plasença
- Sench Albin de Lencais
- Sent Sarnin de la Barda
- Sent Lèon de Sijac
- Sent Pardol
- Senta Radegonda

## Història
| Data d'elecció                           | Identitat             | Partit                     | Qualitat |
| ---------------------------------------- | --------------------- | -------------------------- | -------- |
| 1982-1994                                | René Barou            | RPR, després divers droite |          |
| 1994-2008                                | Jean-Marie Bos        | MDC, després PS            |          |
| 2008-                                    | Jean-Claude Castagner | PS                         |          |
| les dades anteriors no són pas conegudes |                       |                            |          |
|                                          |                       |                            |          |

## Demografia
| 1962  | 1968  | 1975  | 1982  | 1990  | 1999  | 2006  |
| ----- | ----- | ----- | ----- | ----- | ----- | ----- |
| 4.341 | 4.089 | 3.829 | 3.850 | 3.909 | 3.958 | 4.117 |